# Мезенцев Леонід Гаврилович
Леонід Гаврилович Мезенцев (3 березня 1910, місто Єкатеринбург, тепер Російська Федерація — 15 вересня 1976, Москва, Російська Федерація) — український радянський компартійний діяч, 2-й секретар Кримського обласного комітету КПУ. Кандидат у члени ЦК КПУ в 1954—1956 роках.

## Біографія
Після закінчення школи в 1928—1929 роках — електромонтер електростанції «Луч» у місті Свердловську, РРФСР.
У 1933 році закінчив Уральський лісотехнічний інститут за спеціальністю інженер-механік.
У 1933—1936 роках — інженер деревообробного комбінату міста Тавда Сведловської області.
У 1936—1942 роках — механік, начальник цеху Уральського заводу важкого машинобудування в місті Свердловську.
Член ВКП(б) з 1940 року.
У 1942—1946 роках — парторг ЦК ВКП(б) Свердловського машинобудівного (військового) заводу № 8.
У 1946 році — 1-й секретар Куйбишевського районного комітету ВКП(б) міста Свердловська.
У 1946—1948 роках — заступник голови виконавчого комітету Свердловської міської ради депутатів трудящих РРФСР.
У 1948—1949 роках — заступник секретаря Свердловського міського комітету ВКП(б) із промисловості.
У 1949 році — інструктор адміністративного відділу ЦК ВКП(б).
У 1949 — вересні 1952 року — секретар Кримського обласного комітету ВКП(б).
У вересні 1952 — вересні 1954 року — 2-й секретар Кримського обласного комітету КПРС.
У 1954 році — начальник Політичного управління Міністерства середнього машинобудування СРСР.
У 1954—1963 роках — заступник міністра середнього машинобудування СРСР з кадрів.
У 1963—1965 роках — заступник голови Державного виробничого комітету із середнього машинобудування СРСР з кадрів.
У 1965—1976 роках — заступник міністра середнього машинобудування СРСР з кадрів.
Похований у Москві.

## Нагороди
- чотири ордени Трудового Червоного Прапора
- ордени
- медалі